# Гассан - Баші
Гассан — Баші — торговельна зона Запорозької Січі, де приїжджі гості мали свої крами та шинки для торгівлі, де були житла базарних отаманів та військового кантаржія або хранителя ваг і мір.

Військо Запорозьке одержувало значні кошти від мита та різного роду податків і зборів, а також від купців, які переміщували товари Дніпровою дорогою, повз запорізькі пороги. Починаючи з XVII ст. степовими просторами Запорожжя і Дніпровим маршрутом у західному та північному напрямках торували шляхи турецькі, кримські, молдовські та інші торговці.